# Wardy Alfaro
Wardy Bordman Alfaro Pizarro (Alajuela, 31 de dezembro de 1977) é um ex-futebolista costarriquenho que atuava como goleiro.

## Carreira
Estreou profissionalmente em 1998, no Santos de Guápiles, jogando ainda por Guanacasteca e Cartaginés até 2004, quando o Alajuelense o contratou para substituir Ricardo González (no clube desde 1994), que fora emprestado ao Comunicaciones (Guatemala). Nos Leones, foi campeão nacional em 2004–05 e venceu também a Copa Interclubes da UNCAF em 2005. Deixou a equipe em 2010 com 154 jogos disputados.
Antes de sua aposentadoria, em 2014, defendeu novamente Santos de Guápiles e Cartaginés, voltando ao Alajuelense no mesmo ano para trabalhar como treinador de goleiros
.

## Carreira internacional
Alfaro disputou a Copa do Mundo de 2006, sendo o terceiro goleiro da equipe. Ele também disputou a Copa Ouro da CONCACAF de 2007, também como reserva de José Porras. Foram apenas 5 jogos disputados com a camisa dos Ticos.

## Títulos
Alajuelense
- Primera División de Costa Rica: 2004–05
- Copa Interclubes da UNCAF: 2005

Santos de Guápiles
- Campeonato Costarriquenho da Segunda Divisão: 1998–99